# 山家城 (信濃国)
山家城（やまべじょう）は、長野県松本市にあった日本の城。別名中入城。県指定史跡「小笠原氏城跡」を構成する山城群（埴原城跡、山家城跡、桐原城跡、林小城跡）の一つ。

## 概要
鎌倉時代、諏訪氏の一族が山家氏を称し、この地に居城を築いたと言われている。文明12年（1481年）に小笠原氏に攻められ、諏訪氏の流れをくむ山家氏は滅亡した。その後は、小笠原氏の系統である折野昌治が山家氏を称し、山家昌治となりこの地を治めた。しかし、昌治は後に武田氏に従った。
美ヶ原王ヶ鼻から西方の山辺谷に張り出した尾根先にある標高1057メートルの峯と、その先端の尾根先にある標高1000メートルの峯に構築された2つの城郭から構成されており、城跡は石垣などが現在も残る。「小笠原氏城跡」として桐原城、埴原城などと共に長野県指定史跡に指定されている。